# Адміністративний устрій Демидівського району
Адміністративний устрій Демидівського району — адміністративно-територіальний поділ Демидівського району Рівненської області на 1 селищну громаду, 1 сільську громаду та 1 сільську раду, які об'єднують 31 населений пункт та підпорядковані Демидівській районній раді. Адміністративний центр — смт Демидівка.

## Сучасний устрій району

### Список громад
| № | Назва                         | Центр         | Населені пункти | Площа км² | Місце за площею | Населення (2015), чол. | Місце за населенням | Розташування |
| - | ----------------------------- | ------------- | --- | --------- | --------------- | ---------------------- | ------------------- | ------------ |
| 1 | Боремельська сільська громада | c. Боремель   | с. Берестечко с. Більче c. Боремель с. Золочівка с. Малеве с. Набережне с. Ниви-Золочівські с. Новий Тік с. Пашева с. Смиків с. Шибин |           |                 | 3284                   |                     |              |
| 2 | Демидівська селищна громада   | смт Демидівка | Демидівський район: с. Вербень с. Вичавки с. Вишневе с. Глибока Долина смт Демидівка с. Дубляни с. Ільпибоки с. Калинівка с. Княгинине с. Копань с. Лисин с. Лішня с. Лопавше с. Охматків с. Перекалі с. Рогізне с. Рудка с. Товпижин с. Хрінники Радивилівський район: с. Острів с. Пляшева с. Солонів |           |                 | 11300                  |                     |              |

### Список рад
| № | Назва                       | Центр       | Населені пункти | Площа км² | Місце за площею | Населення (2015), чол. | Місце за населенням | Розташування |
| - | --------------------------- | ----------- | --------------- | --------- | --------------- | ---------------------- | ------------------- | ------------ |
| 1 | Вовковиївська сільська рада | c. Вовковиї | c. Вовковиї     |           |                 | 1210                   |                     |              |

## Історія
До початку реформи адміністративно-територіального устрою Демидівський район був поділений на 1 одну селищну та 11 сільських рад.

### Список рад, котрі припинили існування від початку реформи 2015 року
| №  | Назва                          | Центр             | Населені пункти                                          | Площа км² | Місце за площею | Населення (2001), чол. | Місце за населенням | Розташування |
| -- | ------------------------------ | ----------------- | -------------------------------------------------------- | --------- | --------------- | ---------------------- | ------------------- | ------------ |
| 1  | Демидівська селищна рада       | смт Демидівка     | смт Демидівка с. Дубляни с. Лішня                        |           |                 | 4085                   |                     |              |
| 2  | Боремельська сільська рада     | с. Боремель       | с. Боремель с. Набережне с. Новий Тік с. Смиків с. Шибин |           |                 | 1278                   |                     |              |
| 3  | Вербенська сільська рада       | с. Вербень        | с. Вербень с. Товпижин                                   |           |                 | 1329                   |                     |              |
| 4  | Глибокодолинська сільська рада | c. Глибока Долина | c. Глибока Долина с. Копань                              |           |                 | 380                    |                     |              |
| 5  | Золочівська сільська рада      | c. Золочівка      | c. Золочівка с. Ниви-Золочівські                         |           |                 | 440                    |                     |              |
| 6  | Ільпибоцька сільська рада      | c. Ільпибоки      | c. Ільпибоки                                             |           |                 | 338                    |                     |              |
| 7  | Княгининська сільська рада     | c. Княгинине      | с. Вишневе c. Княгинине с. Охматків с. Перекалі          |           |                 | 1143                   |                     |              |
| 8  | Малівська сільська рада        | c. Малеве         | с. Берестечко с. Більче c. Малеве с. Пашева              |           |                 | 1612                   |                     |              |
| 9  | Рогізненська сільська рада     | c. Рогізне        | c. Рогізне                                               |           |                 | 648                    |                     |              |
| 10 | Рудківська сільська рада       | c. Рудка          | с. Калинівка c. Рудка                                    |           |                 | 550                    |                     |              |
| 11 | Хрінницька сільська рада       | c. Хрінники       | с. Вичавки с. Лисин с. Лопавше c. Хрінники               |           |                 | 1626                   |                     |              |

* Примітки: м. — місто, с-ще — селище, смт — селище міського типу, с. — село